# Pierre-Eléonor de La Ville de Férolles
Pour les autres membres de la famille, voir Famille de La Ville.
Pierre-Éléonor de La Ville, marquis de Férolles, est un officier général et gouverneur colonial français mort le 5 août 1705.

## Biographie
Pierre-Éléonor de La Ville de Férolles est le fils de Pierre de La Ville, seigneur de Férolles, de Maye, de Liniers et de La Charoullière, et de Marie de Meulles.
Engagé dans un régiment d'infanterie, où il se distingua, il est ensuite employé à Saint-Jean de Terre-Neuve avec le grade de colonel.
Le marquis de Férolles est lieutenant et commandant pour le roi en Guyane en 1679 et 1680, gouverneur général de Guyane de 1681 à 1684 et en 1687, de 1691 à 1700, gouverneur des îles et terre ferme de Cayenne et lieutenant général pour le roi des îles et terres fermes de l'Amérique de 1701 à 1705.
Il est promu maréchal des camps et armées du roi en 1702 et chevalier de l'ordre royal et militaire de Saint-Louis.
Férolles relie la Guyane à l'Amazone par l'Orapu en 1694 et, après s'en être emparé, il établit un fort à Macapa sur la rive en 1696. Ayant compris que la colonisation devait demander à l'agriculture ses ressources primordiales, il fait établir d'importants établissements agricoles.
Son épouse, Madeleine Elisabeth du Rieux de Fargis, sœur de Jean-Louis François du Rieu du Fargis, était la petite-fille de l'académicien Henri Louis Habert de Montmor et la petite-nièce de Louis de Buade de Frontenac.

## Hommages
Un cap de Terre-Neuve porte son nom.
Il a donné son nom à un bois précieux : le BOIS DE FEROLE.

## Sources
- Victor de Nouvion, « Extraits des auteurs et voyageurs qui ont écrit sur la Guyane, ... », 1844
- Jean de La Mousse, « Les Indiens de la Sinnamary: journal du père Jean de La Mousse en Guyane, 1684-1691 », Éditions Chandeigne, 2006
- Maurice Clerc, Jacqueline Clerc, « Antilles, Guyanes, circuit des Caraïbes », Hachette, 1963
- Jean Marie Antoine de Lanessan, « L'expansion coloniale de la France: étude économique, politique et géographique sur les établissements français d'outre-mer », F. Alcan, 1886
- Pierre Legendre, « Notre épopée coloniale », 1901